# Batrachidacris rubridens
Batrachidacris rubridens is een rechtvleugelig insect uit de familie Lathiceridae. De wetenschappelijke naam van deze soort werd voor het eerst geldig gepubliceerd in 1929 door Boris Petrovich Uvarov.